# Zhenyuanlong
Zhenyuanlong („smok Zhenyuana”, od chińskiego 龙 lóng – „smok”) – rodzaj wymarłego dinozaura z rodziny dromeozaurów, którego szczątki znaleziono w formacji Yixian w chińskiej prowincji Liaoning. Żył w apcie (kreda wczesna), około 125 milionów lat temu. Znany jest z pojedynczego okazu zaliczanego do gatunku Zhenyuanlong suni. Holotyp obejmuje prawie całkowicie zachowany szkielet, zawiera też ślady piór, w tym długich piór ogona i dużych skrzydeł. Komplikując w dalszym ciągu zróżnicowanie dromeozaurydów z Liaoning, okaz ten dostarcza pierwszego jak dotąd dowodu na istnienie dobrze rozwiniętych piór konturowych u dużych, niezdolnych do lotu dinozaurów, co prowadzi do pytania o funkcję tych skrzydeł.

## Budowa

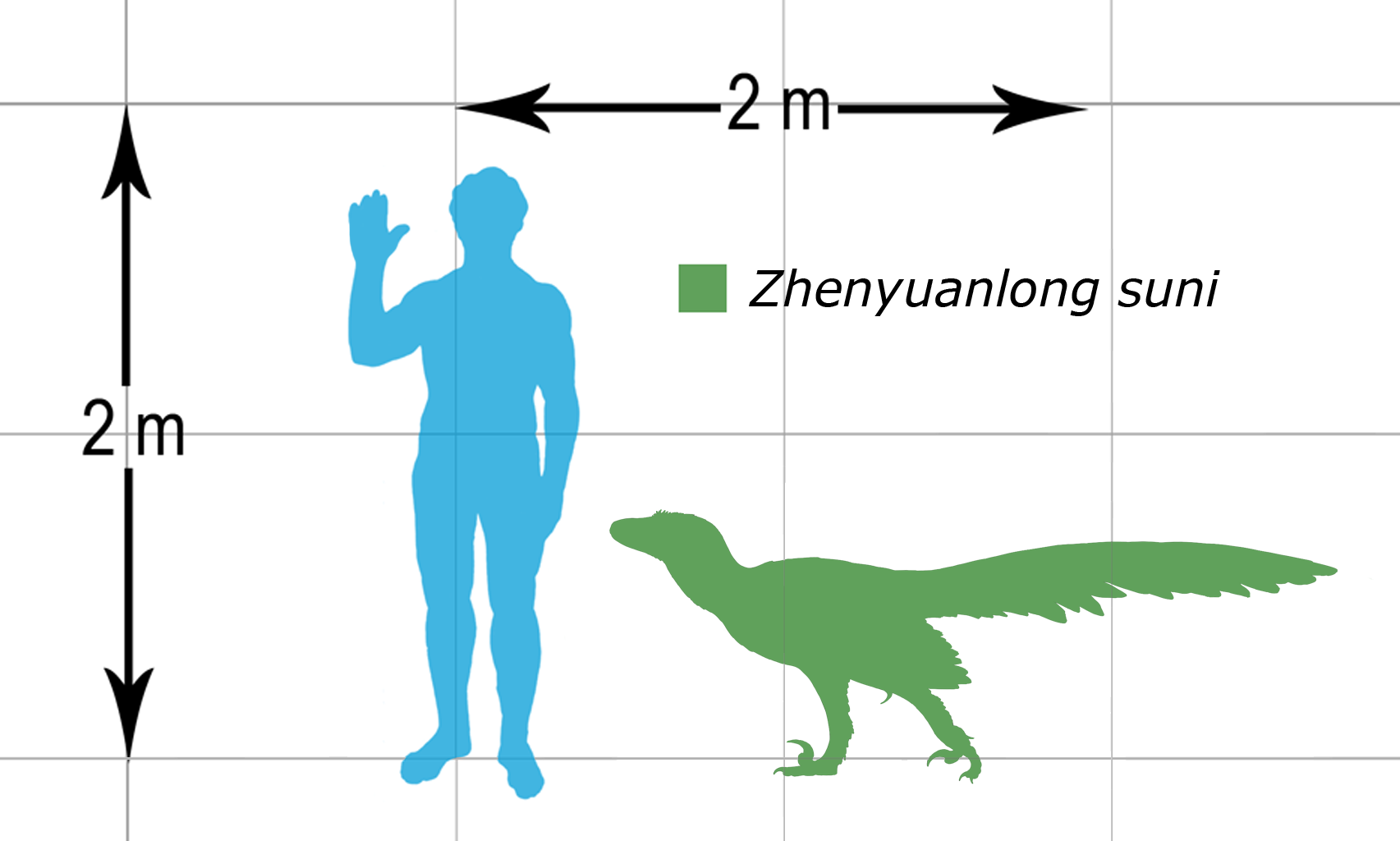
Porównanie wielkości Zhenyuanlong i człowieka

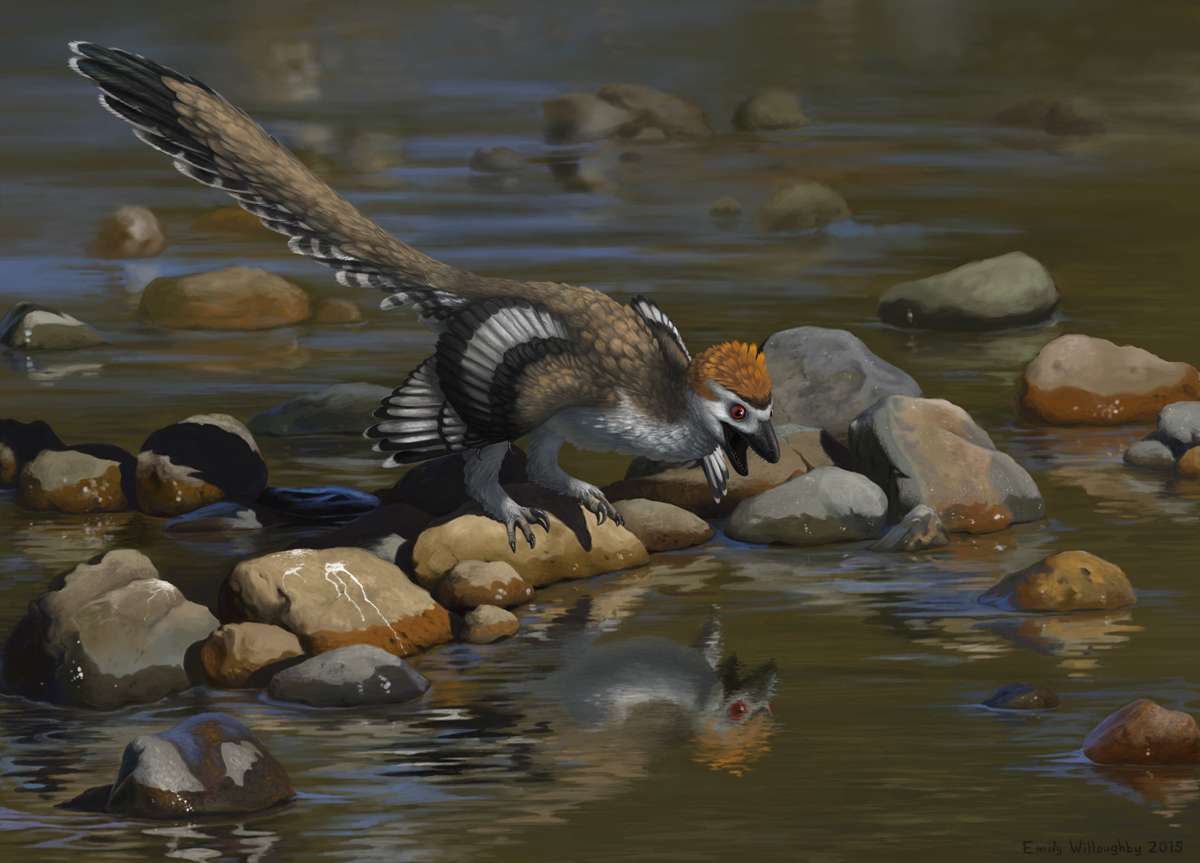
Rekonstrukcja Zhenyuanlong

Zhenyuanlong suni był średniej wielkości dromeozaurydem. Długością ciała dorównywał podobnemu Tianyuraptor. Skamieniały szkielet jest prawie kompletny. Brakuje około połowy ogona, wobec czego okaz mierzy 122,6 cm długości. Bazując na porównaniach z kompletnym kośćcem Tianyuraptor, oszacowano długość kompletnego szkieletu Zhenyuanlong na około 165 cm. Skamielina ta reprezentuje podrostka, na co wskazuje połączenie łuków kręgów zmierzające w kierunku utworzenia kości krzyżowej.
Ogólne proporcje ciała tego zwierzęcia są porównywalne z cechującymi Tianyuraptor, dromeozauryda z tej samej formacji. Wiele podobieństw anatomicznych dzieli on również z innymi dromeozaurydami z Liaoning. Dobrze zachowana czaszka przypomina kształtem należącą do Tianyuraptor i blisko spokrewnionego z nim sinornitozaura. Kość krzyżowa składa się z 6 kręgów, z których 4 są wyraźnie zrośnięte. Ogon obejmuje sieć wzmacniających go kostnych prętów typowych dla dromeozaurydów, jak też kręgi środkowego ogna, nieco wydłużone w porównaniu z należącymi do innych dromeozaurydów. Obręcz barkowa holotypu zachowała się po obydwu stronach. Płytki obojczyka nie zrosły się. Proporcje kończyn dolnych przypominają spotykane u innych dromeozaurydów z Liaoning, tibiotarsus jest dłuższy od kości udowej. Stosunek ich długości wynika około 1,30. Wynik ten jest typowy dla dromeozaurydów z Liaoning, różni się jednak od spotykanego u innych dinozaurów tej grupy.

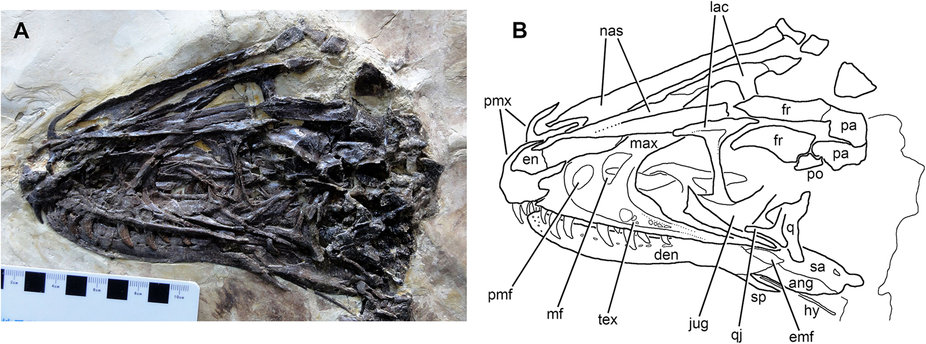
Zbliżenie czaszki

Zhenyuanlong miał bardzo krótkie kończyny przednie i najmniejszy stosunek długości kończyn przednich do tylnych ze wszystkich znanych dromeozaurydów z wyjątkiem bazalnej Mahakala i wielkiego austroraptora z podrodziny unenlagii. Kończyny górne Zhenyuanlong wykazują także unikalne, niezwykłe upierzenie spotykane także u kilku spokrewnionych z nim dinozaurów. Kość promieniowa tego rodzaju należy do proporcjonalnie najcieńszych wśród teropodów, porównywalną miała jedynie garstka bazalnych clurozaurów i alwarezaury o ekstremalnie zredukowanych rękach i kończynach górnych. Zhenyuanlong jest także unikalny wśród dromeozaurów z Liaoning z uwagi na drugą kość śródręcza, krótszą od łącznej długości pierwszej kości śródręcza i proksymalnego paliczka najwewnętrzniejszego palca.

### Upierzenie
Pióra pokrywające ciało Zhenyuanlong reprezentują niewielkie regiony odcisków na przedzie i tyle szyi. Słabo zachowane, pióra te wydają się zawierać niewielkie, proste filamenty, grubości nie osiągającej milimetra, długości do 30 mm. Czy upierzenie pokrywające skórę zwierzęcia było proste, czy też bardziej skomplikowane, z filamentami odchodzącymi od centralnej chorągiewki, nie można ustalić na podstawie znalezionego okazu.

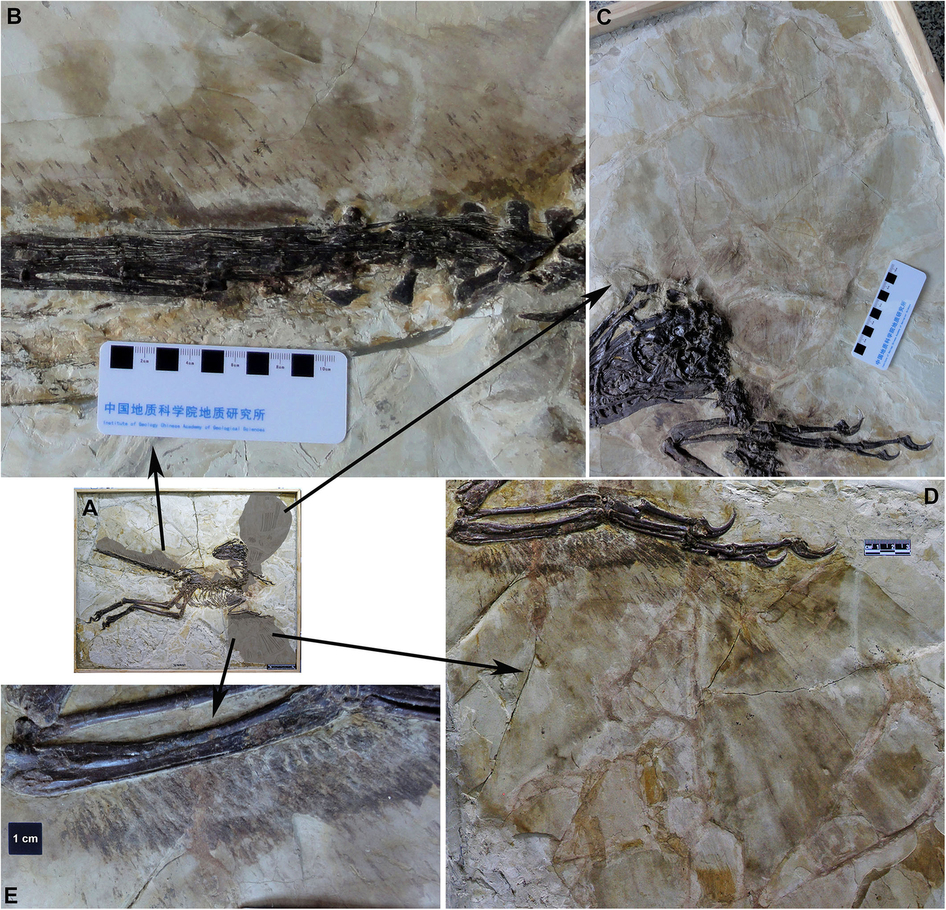
Zbliżenie zachowanej powłoki ciała, widać posiadające chorągiewki pióra na ogonie i skrzydłach

Pomimo niewielkich kończyn górnych pióra tworzące skrzydła były bardzo długie, ponad dwukrotnie dłuższe od kości ramiennej. Skrzydła były szerokie, każde z nich osiągało powierzchnię około metra kwadratowego. Ich dokładny kształt pozostaje nieznany za sprawą zniekształceń dokonanych przez procesy tafonomiczne. Prawe skrzydło holotypu zachowało układ zachodzących na siebie sterówek pierwszorzędowych, przyczepionych do drugiego palca, sterówek drugorzędowych, mających swój przyczep na przedramieniu, oraz pokryw. Ogólna architektura skrzydeł przypomina spotykaną u Microraptor, Changyuraptor, Anchiornis, Eosinopteryx i bazalnych Avialae, jak Archaeopteryx. Jednakże pokrywy, co warto odnotować, wielkością i kształtem bardziej przypominają spotykane u nowoczesnych ptaków. Zachowały się one w rzędzie około piór osiągających podobne, niewielkie rozmiary, przyczepiających się pionowo do kości łokciowej i trzeciej kości śródręcza. Pokrywy Archaeopteryx i innych pierwotnych Paraves są dla odmiany znacznie dłuższe i pokrywają większą część skrzydła.
Lepiej zachowane prawe skrzydło holotypowego okazu dostarcza informacji, zgodnie z którymi lotki pierwszorzędowe były dłuższe od drugorzędowych. Autorzy szacują, że pierwszorzędowych było około 10, drugorzędowych zaś 20. Asymetryczny kształt, obserwowany również u współczesnych ptaków, daje się dostrzec zarówno na lotkach pierwszo- jak i drugorzędowych, jednakże zniekształcenia zachowanej skamieliny utrudniają stwierdzenie tego z całkowitą pewnością. Ogólnie kształt i architektura piór skrzydeł Zhenyuanlong najbardziej przypominają spotykane u mikroraptora, choć różni go brak jakichkolwiek cech przemawiających za istnieniem skrzydełka, grupy piór przytwierdzonych do kciuka i obecnych u współczesnych ptaków, a być może i u mikroraptora. 

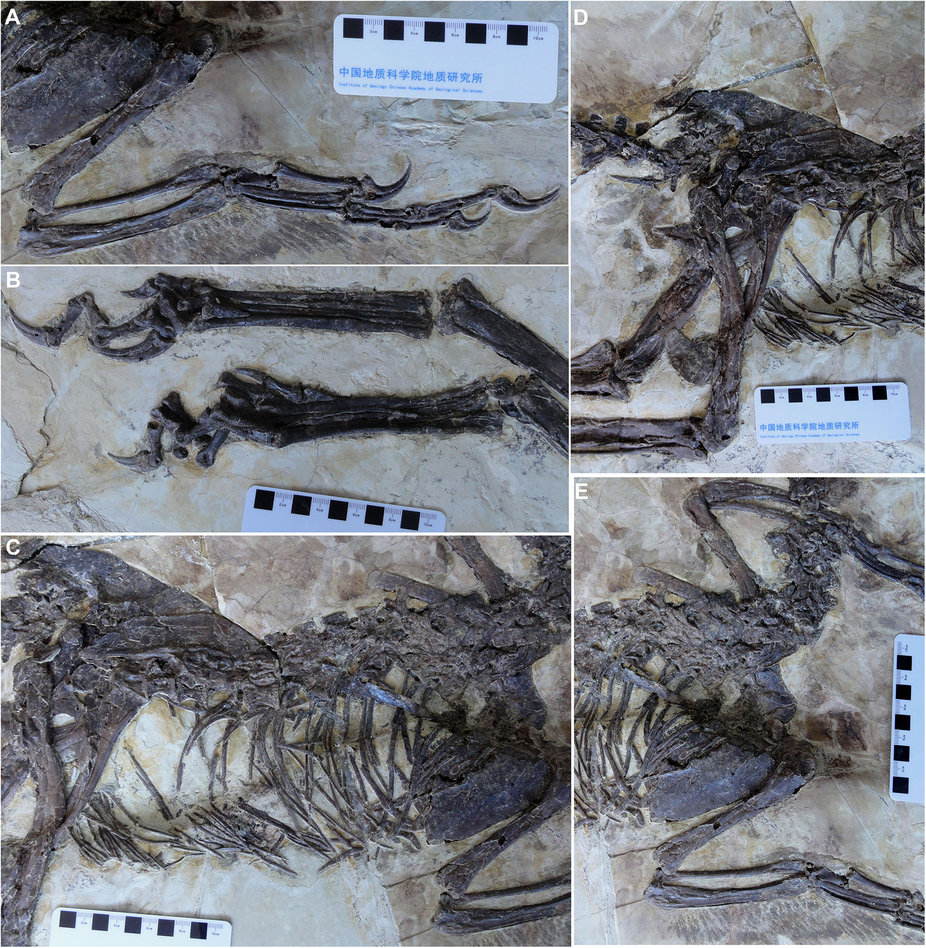
Szkielet

Długie, zaopatrzone w chorągiewki pióra były także obecne wzdłuż długości ogona. Zachowały się jako seria długich wyrostków chorągiewek sterczących pod kątem 45° od kręgów ogonowych. Sposób zachowania się okazu utrudnia ocenę ich symetrii, pióra te wydają się jednak w ogólności podobne do piór ogona innych przypominających ptaki dinozaurów, które zachowały się w tym samym regionie, włączając w to Sinornithosaurus, Jinfengopteryx, Anchiornis, Eosinopteryx i Archaeopteryx. Odróżnia to ogon Zhenyuanlong od należącego do Microraptor i blisko spokrewnionego Changyuraptor. Te 2 ostatnie posiadały krótsze pióra u podstawy i w środku ogona, dłuższe natomiast, tworzące złożone wachlarze, u koniuszka. Jednakże, jako że koniec ogona Zhenyuanlong nie zachował się, nie jest możliwe wykluczenie obecności takiego wachlarza.
Biorąc pod uwagę bliskie pokrewieństwo Zhenyuanlong z Microraptor, Changyuraptor i Sinornithosaurus, godny uwagi jest fakt, że nie zachowały się żadne pióra tylnych kończyn zwierzęcia. Część z najbliższych jego krewnych znana jest z długich, obszernych, mających chorągiewki piór uczepionych kostek i kończyn dolnych. Fakt, że Zhenyuanlong nie posiadał piór, może stanowić inną unikalną jego cechę, odróżniającą go od krewniaków. Jednak tylne kończyny holotypu należą do fragmentu płyty, w obrębie którego nie zachowały się żadne inne pozostałości piór, podczas gdy wszystkie inne kawałki płyty takie pozostałości prezentują. Wobec tego brak piór na kończynach dolnych Zhenyuanlong może być w rzeczywistości efektem utrwalenia się szczątków, ich preparatyki. Podobnie więc jak w przypadku wachlarza na ogonie, nie można w sposób pewny wykluczyć ich obecności za życia zwierzęcia.

## Paleobiologia
Nie wydaje się, by Zhenyuanlong mógł posiadać zdolność lotu. Kreatorzy tego rodzaju porównali znalezisko z innymi dromeozaurami, zarówno tymi latającymi, jak i tymi, których się o taką umiejętność nie podejrzewa. Analiza anatomii kończyn górnych Zhenyuanlong nie wskazuje, by potrafił on latać. Co więcej, wykazują one mniejsze przystosowanie do lotu, niż w przypadku przodków Zhenyuanlong. Kończyny te są krótkie, jak u Tianyuraptor, w przypadku którego również musiały one ulec w trakcie ewolucji skróceniu, nie przypominające dłuższych kończyn mikroraptorów. Kończyny takie nie mogły pełnić funkcji aerodynamicznej. Tianyuraptor nie latał, co stanowczo stwierdzono przy kreacji. Już w czasie opisu Tianyuraptor dziwiło to naukowców, stojąc w sprzeczności z ich dotychczasowymi wyobrażeniami dotyczącymi ewolucji dromeozaurów. Odkrywcy Tianyuraptor nie znaleźli śladów piór na holotypie, co udało się odkrywcom Zhenyuanlong. Pozostaje jednak pytanie o rolę, jaką pełniły pióra pokrywające niezdolne do lotu łapy, tworzące nań duże i złożone skrzydła. Sama budowa piór przypomina też te spotykane u mikroraptora. W toku ewolucji zwierzę urosło, skróciły się jego przednie kończyny, ale budowa piór nie uległa istotnym modyfikacjom. Kreatorzy rodzaju zastrzegają jednak, że bardziej wiarygodne przekreślenie jakichkolwiek zdolności aerodynamicznych Zhenyuanlong wymagałaby modelowania ich biomechaniki.
Autorzy opisu Zhenyuanlong rozpatrują jeszcze możliwość używania skrzydeł w pokazach. W takim ujęciu główną funkcją skrzydeł nie byłaby zdolność lotu, ale możliwość zaprezentowania ich podczas pokazów. A duże, złożone skrzydła mogły gorzej służyć tym celom, niż mniejsze.

## Odkrycie
Okaz został znaleziony przez miejscowego rolnika w okolicy Sihedang w Jianchang w prowincji Liaoning, na północnym wschodzie Chin. Następnie zabezpieczył go w celu zbadania przez muzeum paleontologiczne w Jinzhou Sun Zhenyuan, przedstawiciel tego muzeum. Później preparatyką zajmował się Zhang Y.-Q. W 2015 nadano nazwę gatunkowi typowemu Zhenyuanlong suni. Opisali go paleontolodzy Lü Junchang z Chińskiej Akademii Nauk Geologicznych w Pekinie i Stephen Brusatte z Uniwersytetu Edynburskiego w  Wielkiej Brytanii. Nazwa rodzajowa pochodzi od imienia Sun Zhenyuana, które połączono z chińskim słowem 龙 (w transkrypcji hanyu pinyin lóng), oznaczającym smoka. Epitet gatunkowy również honoruje wspomnianego paleontologa, odnosząc się z kolei do jego nazwiska.
Holotyp został oznakowany jako JPM-0008. Datuje się go na apt w kredzie wczesnej (125–113 milionów lat temu). Okaz ten to podrostek, jest prawie kompletny, a kości zachowały połączenia stawowe. Brakuje jedynie połowy ogona. Dobrze zachowały się za to czaszka i żuchwa. Przetrwały również pozostałości zaopatrzonych w chorągiewkę piór kończyn górnych i ogona. Skamielina jest ściśnięta w bloku czy też płycie skalnej.

## Systematyka
Zhenyuanlong został zaliczony do rodziny dromeozaurydów (Dromaeosauridae). Autorzy opisu tego rodzaju wykonali analizę kladystyczną, za którą umieścili go na drzewie rodowym w tym samym miejscu, co 5 innych dromeozaurydów z Liaoning (Changyuraptor, Graciliraptor, Microraptor, Sinornithosaurus i Tianyuraptor) i klad Eudromaeosauria. Dokładne stosunki pokrewieństwa pomiędzy nimi nie zostały jeszcze odkryte.

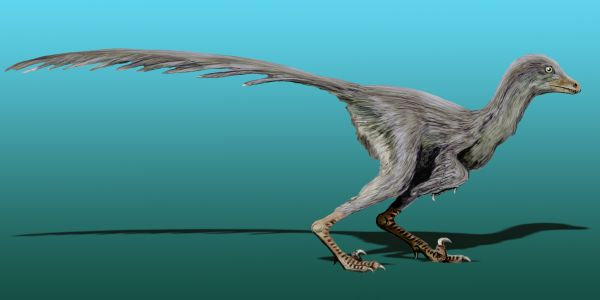
Bliskim krewnym Zhenyuanlong był Tianyuraptor

Kladogram wedle pracy ustanawiającej rodzaj, Lü & Brusatte 2015
|  | Bambiraptor                                             |
|  |                                                         |
|  | Saurornitholestes                                       |
|  |                                                         |
|  | Tsaagan                                                 |
|  |                                                         |
|  | Adasaurus                                               |
|  |                                                         |
|  | Deinonychus                                             |
|  |                                                         |
|  | \| \| Balaur \| \| \| \| \| \| Velociraptor \| \| \| \| |
|  |                                                         |
|  | Balaur                                                  |
|  |                                                         |
|  | Velociraptor                                            |
|  |                                                         |

|  | Balaur       |
|  |              |
|  | Velociraptor |
|  |              |

|  | Bambiraptor                                             |
|  |                                                         |
|  | Saurornitholestes                                       |
|  |                                                         |
|  | Tsaagan                                                 |
|  |                                                         |
|  | Adasaurus                                               |
|  |                                                         |
|  | Deinonychus                                             |
|  |                                                         |
|  | \| \| Balaur \| \| \| \| \| \| Velociraptor \| \| \| \| |
|  |                                                         |
|  | Balaur                                                  |
|  |                                                         |
|  | Velociraptor                                            |
|  |                                                         |

|  | Balaur       |
|  |              |
|  | Velociraptor |
|  |              |

|  | Bambiraptor                                             |
|  |                                                         |
|  | Saurornitholestes                                       |
|  |                                                         |
|  | Tsaagan                                                 |
|  |                                                         |
|  | Adasaurus                                               |
|  |                                                         |
|  | Deinonychus                                             |
|  |                                                         |
|  | \| \| Balaur \| \| \| \| \| \| Velociraptor \| \| \| \| |
|  |                                                         |
|  | Balaur                                                  |
|  |                                                         |
|  | Velociraptor                                            |
|  |                                                         |

|  | Balaur       |
|  |              |
|  | Velociraptor |
|  |              |

|  | Bambiraptor                                             |
|  |                                                         |
|  | Saurornitholestes                                       |
|  |                                                         |
|  | Tsaagan                                                 |
|  |                                                         |
|  | Adasaurus                                               |
|  |                                                         |
|  | Deinonychus                                             |
|  |                                                         |
|  | \| \| Balaur \| \| \| \| \| \| Velociraptor \| \| \| \| |
|  |                                                         |
|  | Balaur                                                  |
|  |                                                         |
|  | Velociraptor                                            |
|  |                                                         |

|  | Balaur       |
|  |              |
|  | Velociraptor |
|  |              |

|  | Bambiraptor                                             |
|  |                                                         |
|  | Saurornitholestes                                       |
|  |                                                         |
|  | Tsaagan                                                 |
|  |                                                         |
|  | Adasaurus                                               |
|  |                                                         |
|  | Deinonychus                                             |
|  |                                                         |
|  | \| \| Balaur \| \| \| \| \| \| Velociraptor \| \| \| \| |
|  |                                                         |
|  | Balaur                                                  |
|  |                                                         |
|  | Velociraptor                                            |
|  |                                                         |

|  | Balaur       |
|  |              |
|  | Velociraptor |
|  |              |

|  | Bambiraptor                                             |
|  |                                                         |
|  | Saurornitholestes                                       |
|  |                                                         |
|  | Tsaagan                                                 |
|  |                                                         |
|  | Adasaurus                                               |
|  |                                                         |
|  | Deinonychus                                             |
|  |                                                         |
|  | \| \| Balaur \| \| \| \| \| \| Velociraptor \| \| \| \| |
|  |                                                         |
|  | Balaur                                                  |
|  |                                                         |
|  | Velociraptor                                            |
|  |                                                         |

|  | Balaur       |
|  |              |
|  | Velociraptor |
|  |              |

|  | Bambiraptor                                             |
|  |                                                         |
|  | Saurornitholestes                                       |
|  |                                                         |
|  | Tsaagan                                                 |
|  |                                                         |
|  | Adasaurus                                               |
|  |                                                         |
|  | Deinonychus                                             |
|  |                                                         |
|  | \| \| Balaur \| \| \| \| \| \| Velociraptor \| \| \| \| |
|  |                                                         |
|  | Balaur                                                  |
|  |                                                         |
|  | Velociraptor                                            |
|  |                                                         |

|  | Balaur       |
|  |              |
|  | Velociraptor |
|  |              |

|  | Bambiraptor                                             |
|  |                                                         |
|  | Saurornitholestes                                       |
|  |                                                         |
|  | Tsaagan                                                 |
|  |                                                         |
|  | Adasaurus                                               |
|  |                                                         |
|  | Deinonychus                                             |
|  |                                                         |
|  | \| \| Balaur \| \| \| \| \| \| Velociraptor \| \| \| \| |
|  |                                                         |
|  | Balaur                                                  |
|  |                                                         |
|  | Velociraptor                                            |
|  |                                                         |

|  | Balaur       |
|  |              |
|  | Velociraptor |
|  |              |

|  | Bambiraptor                                             |
|  |                                                         |
|  | Saurornitholestes                                       |
|  |                                                         |
|  | Tsaagan                                                 |
|  |                                                         |
|  | Adasaurus                                               |
|  |                                                         |
|  | Deinonychus                                             |
|  |                                                         |
|  | \| \| Balaur \| \| \| \| \| \| Velociraptor \| \| \| \| |
|  |                                                         |
|  | Balaur                                                  |
|  |                                                         |
|  | Velociraptor                                            |
|  |                                                         |

|  | Balaur       |
|  |              |
|  | Velociraptor |
|  |              |

|  | Bambiraptor                                             |
|  |                                                         |
|  | Saurornitholestes                                       |
|  |                                                         |
|  | Tsaagan                                                 |
|  |                                                         |
|  | Adasaurus                                               |
|  |                                                         |
|  | Deinonychus                                             |
|  |                                                         |
|  | \| \| Balaur \| \| \| \| \| \| Velociraptor \| \| \| \| |
|  |                                                         |
|  | Balaur                                                  |
|  |                                                         |
|  | Velociraptor                                            |
|  |                                                         |

|  | Balaur       |
|  |              |
|  | Velociraptor |
|  |              |

|  | Bambiraptor                                             |
|  |                                                         |
|  | Saurornitholestes                                       |
|  |                                                         |
|  | Tsaagan                                                 |
|  |                                                         |
|  | Adasaurus                                               |
|  |                                                         |
|  | Deinonychus                                             |
|  |                                                         |
|  | \| \| Balaur \| \| \| \| \| \| Velociraptor \| \| \| \| |
|  |                                                         |
|  | Balaur                                                  |
|  |                                                         |
|  | Velociraptor                                            |
|  |                                                         |

|  | Balaur       |
|  |              |
|  | Velociraptor |
|  |              |

|  | Bambiraptor                                             |
|  |                                                         |
|  | Saurornitholestes                                       |
|  |                                                         |
|  | Tsaagan                                                 |
|  |                                                         |
|  | Adasaurus                                               |
|  |                                                         |
|  | Deinonychus                                             |
|  |                                                         |
|  | \| \| Balaur \| \| \| \| \| \| Velociraptor \| \| \| \| |
|  |                                                         |
|  | Balaur                                                  |
|  |                                                         |
|  | Velociraptor                                            |
|  |                                                         |

|  | Balaur       |
|  |              |
|  | Velociraptor |
|  |              |

|  | Bambiraptor                                             |
|  |                                                         |
|  | Saurornitholestes                                       |
|  |                                                         |
|  | Tsaagan                                                 |
|  |                                                         |
|  | Adasaurus                                               |
|  |                                                         |
|  | Deinonychus                                             |
|  |                                                         |
|  | \| \| Balaur \| \| \| \| \| \| Velociraptor \| \| \| \| |
|  |                                                         |
|  | Balaur                                                  |
|  |                                                         |
|  | Velociraptor                                            |
|  |                                                         |

|  | Balaur       |
|  |              |
|  | Velociraptor |
|  |              |

|  | Bambiraptor                                             |
|  |                                                         |
|  | Saurornitholestes                                       |
|  |                                                         |
|  | Tsaagan                                                 |
|  |                                                         |
|  | Adasaurus                                               |
|  |                                                         |
|  | Deinonychus                                             |
|  |                                                         |
|  | \| \| Balaur \| \| \| \| \| \| Velociraptor \| \| \| \| |
|  |                                                         |
|  | Balaur                                                  |
|  |                                                         |
|  | Velociraptor                                            |
|  |                                                         |

|  | Balaur       |
|  |              |
|  | Velociraptor |
|  |              |

|  | Bambiraptor                                             |
|  |                                                         |
|  | Saurornitholestes                                       |
|  |                                                         |
|  | Tsaagan                                                 |
|  |                                                         |
|  | Adasaurus                                               |
|  |                                                         |
|  | Deinonychus                                             |
|  |                                                         |
|  | \| \| Balaur \| \| \| \| \| \| Velociraptor \| \| \| \| |
|  |                                                         |
|  | Balaur                                                  |
|  |                                                         |
|  | Velociraptor                                            |
|  |                                                         |

|  | Balaur       |
|  |              |
|  | Velociraptor |
|  |              |

|  | Bambiraptor                                             |
|  |                                                         |
|  | Saurornitholestes                                       |
|  |                                                         |
|  | Tsaagan                                                 |
|  |                                                         |
|  | Adasaurus                                               |
|  |                                                         |
|  | Deinonychus                                             |
|  |                                                         |
|  | \| \| Balaur \| \| \| \| \| \| Velociraptor \| \| \| \| |
|  |                                                         |
|  | Balaur                                                  |
|  |                                                         |
|  | Velociraptor                                            |
|  |                                                         |

|  | Balaur       |
|  |              |
|  | Velociraptor |
|  |              |

Zauważono także, że Zhenyuanlong niekoniecznie tworzy klad z Tianyuraptor, pomimo łączących ich unikalnych krótkich kończyn górnych wśród dromeozaurydów z Liaoning. Również same dromeozaury z Liaoning nie tworzą razem kladu. Zamiast tego istnieje obszerna grupa, do której zaliczają się też Eudromaeosauria, która to grupa z kolei obejmuje także zamieszkujące Laurazję Dromaeosaurinae i Velociraptorinae, dwie grupy w randze podrodziny. Sytuację taką, w której z jednego węzła (reprezentującego wspólnego przodka) wychodzi wiele gałęzi, które nie grupują się w mniejsze klady, określana jest mianem politomii. Odzwierciedla ona niepewność co do filogenezy. Niepewność ta w przypadku Zhenyuanlong stanowi efekt homoplazji stwierdzonej w wyniku wprowadzenia nowego rodzaju. Oznacza to, że Zhenyuanlong posiada mieszaninę cech, które dzieli z różnymi dromeozaurydami. Przykładowo Zhenyuanlong dzieli krótkie kończyny górne z  Tianyuraptor, podczas gdy inne jego cechy wskazują na niezbyt bliskie pokrewieństwo tych dwóch rodzajów. 
W rezultacie nie można obecnie precyzyjnie podać najbliższych krewnych Zhenyuanlong. Może istnieć klad dromeozaurydów z Liaoning obejmujących mniejszą grupę dromeozaurów o krótkich kończynach górnych, możliwe również jednak, że krótkie kończyny górne wyewoluowały w tej grupie kilkakrotnie.